# الأربعينات (حديث)
الأربعينات هي نوع من كتب الحديث يجمع فيه أربعين حديثاّ للنبي محمد.

ظهرت الأربعينات استنادا على حديث ضعيف يقول: 
أشهر كتب الأربعينات هي التي جمعها الإمام النووي المعروفة بـ الأربعون النووية.